# Pangutaran
Pangutaran is een gemeente in de Filipijnse provincie Sulu. De gemeente omvat een groot aantal eilanden ten westen van het eiland Jolo, die tezamen wel worden aangeduid als Pangutaraneilanden. De grootste daarvan is Pangutaran. Andere eilanden in de gemeente zijn onder meer Kulassian, Pandukan, Usada, North Ubian, Cap en Laparan. Bij de laatste census in 2007 had de gemeente bijna 30 duizend inwoners.

## Geografie

### Bestuurlijke indeling
Pangutaran is onderverdeeld in de volgende 16 barangays:
| - Alu Bunah - Bangkilay - Kawitan - Kehi Niog - Lantong Babag - Lumah Dapdap - Pandan Niog - Panducan | - Panitikan - Patutol - Se-ipang - Simbahan - Suang Bunah - Tonggasang - Tubig Nonok - Tubig Sallang |

## Demografie
Pangutaran had bij de census van 2007 een inwoneraantal van 29.571 mensen. Dit zijn 3.360 mensen (12,8%) meer dan bij de vorige census van 2000. De gemiddelde jaarlijkse groei komt daarmee uit op 1,68%, hetgeen lager is dan het landelijk jaarlijks gemiddelde over deze periode (2,04%). Vergeleken met de census van 1995 is het aantal mensen met 6.725 (29,4%) toegenomen.

De bevolkingsdichtheid van Pangutaran was ten tijde van de laatste census, met 29.571 inwoners op 258,1 km², 114,6 mensen per km².